# Mirela Čorić
Mirela Čorić, slovenska policistka, * 1977, Ljubljana.
Leta 2009 je brezdomca odvrnila od samomora. Oktobra 2012 je kot policistka na kolesu sama prijela moška, ki sta v Ljubljani oropala zlatarno. Leta 2013 je zaradi tega od ministra za notranje zadeve Vinka Gorenaka in generalnega direktorja policije Stanislava Venigerja prejela medaljo za hrabrost. Junija 2017 je prejela še medaljo za požrtvovalnost zaradi pomoči starejši osebi pri hujših zdravstvenih težavah.
Je mati samohranilka z dvema otrokoma, ob tem pa je tudi rejnica nečaku.
V letu 2017 je bila predlagana za Žensko leta revije Zarja in Slovenko leta revije Jana.